# Радзики-Малі
Радзики-Малі (пол. Radziki Małe) — село в Польщі, у гміні Вомпельськ Рипінського повіту Куявсько-Поморського воєводства.
Населення — 254 особи (2011).
У 1975-1998 роках село належало до Торунського воєводства.

## Демографія
Демографічна структура станом на 31 березня 2011 року:
|          | Загалом | Допрацездатний вік | Працездатний вік | Постпрацездатний вік |
| -------- | ------- | ------------------ | ---------------- | -------------------- |
| Чоловіки | 111     | 22                 | 78               | 11                   |
| Жінки    | 143     | 37                 | 73               | 33                   |
| Разом    | 254     | 59                 | 151              | 44                   |